# Heteropsylla distincta
Heteropsylla distincta är en insektsart som beskrevs av Leonard D. Tuthill 1944. Heteropsylla distincta ingår i släktet Heteropsylla och familjen rundbladloppor.
Artens utbredningsområde är Kuba. Inga underarter finns listade i Catalogue of Life.